# A földi lányok csábítóak
A földi lányok csábítóak (eredeti cím: Earth Girls Are Easy) 1988-ban bemutatott amerikai romantikus sci-fi filmvígjáték-musical, melyet Julien Temple rendezett. A főbb szerepekben Geena Davis, Julie Brown, Charles Rocket, Jeff Goldblum, Damon Wayans és Jim Carrey látható.

## Cselekmény
Egy kaliforniai lány találkozik három földönkívüli lénnyel, akikkel összebarátkozik és biztonságuk érdekében emberformájúra maszkíroz. Egyikükbe azonban nemsokára beleszeret.

## Szereplők
| Színész        | Szerep            | Magyar hang          |
| -------------- | ----------------- | -------------------- |
| Geena Davis    | Valerie Gail      | Vándor Éva           |
| Jeff Goldblum  | Mac               | Selmeczi Roland      |
| Jim Carrey     | Wiploc            | Görög László         |
| Damon Wayans   | Zeebo             | Boros Zoltán         |
| Julie Brown    | Candy Pink        | Balázs Ági           |
| Michael McKean | Woody             | Balázsi Gyula        |
| Charles Rocket | Dr. Ted Gallagher | Szabó Sipos Barnabás |
| Larry Linville | Dr. Bob           |                      |
| Rick Overton   | Dr. Rick          |                      |
| Nedra Volz     | Lana              |                      |
| Diane Stilwell | Robin             | Tallós Rita          |
| Angelyne       | önmaga            |                      |

## Fordítás
- Ez a szócikk részben vagy egészben  az   Earth Girls Are Easy című angol Wikipédia-szócikk fordításán alapul.  Az eredeti cikk szerkesztőit annak laptörténete sorolja fel. Ez a jelzés csupán a megfogalmazás eredetét és a szerzői jogokat jelzi, nem szolgál a cikkben szereplő információk forrásmegjelöléseként.